# Pieter Kooijmans

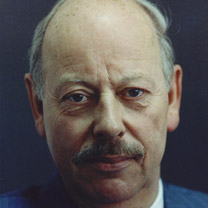
Pieter Kooijmans, 1992

Pieter Hendrik Kooijmans (* 6. Juli 1933 in Heemstede; † 13. Februar 2013 in Amsterdam) war ein niederländischer Jurist und Politiker der Anti-Revolutionaire Partij sowie seit 1980 von deren Nachfolgepartei, der Christen-Democratisch Appèl (CDA). Er fungierte in den Jahren 1993/1994 als Außenminister seines Heimatlandes und von 1997 bis 2006 als Richter am Internationalen Gerichtshof.

## Leben
Pieter Kooijmans wurde 1933 in Heemstede geboren und absolvierte das Gymnasium in Haarlem. Anschließend studierte er bis 1955 Wirtschaftswissenschaften und bis 1957 Rechtswissenschaften an der Freien Universität Amsterdam. Von 1960 bis 1962 war er wissenschaftlicher Mitarbeiter und anschließend bis 1965 Dozent an der Universität. Im Jahr 1964 promovierte er mit einer staatsrechtlichen Dissertationsschrift, ein Jahr später wurde er Professor für Völkerrecht und Europarecht in Amsterdam. Von 1973 bis 1977 wirkte er unter Ministerpräsident Joop den Uyl als Staatssekretär für auswärtige Angelegenheiten.
Anschließend wechselte er als Professor für Völkerrecht an die Universität Leiden, an der er von 1978 bis 1992 tätig war. Darüber hinaus wirkte er in den Jahren 1976 und 1991 als Dozent an der Haager Akademie für Völkerrecht und von 1985 bis 1993 als UN-Sonderberichterstatter über Folter. Von Januar 1993 bis August 1994 war er in der Regierung von Ruud Lubbers Außenminister seines Heimatlandes, anschließend kehrte er an die Universität Leiden zurück. Im November 1996 wurde er zum Richter an den Internationalen Gerichtshof in Den Haag gewählt. Dieses Amt übte er turnusgemäß neun Jahre lang von Februar 1997 bis Februar 2006 aus.
Pieter Kooijmans war verheiratet und Vater von vier Kindern. Er starb 2013 in Amsterdam.

## Auszeichnungen
Pieter Kooijmans wurde von Königin Beatrix im November 2006 zum Ritter des Huisorde van de Gouden Leeuw van Nassau und im Juli 2007 zum Staatsminister ernannt. Darüber hinaus ist er seit 1978 Ritter des Ordens vom Niederländischen Löwen und seit 1994 Kommandeur des Ordens von Oranien-Nassau. 1996 erhielt er das Großkreuz des Verdienstordens der Bundesrepublik Deutschland. Die Amerikanische Gesellschaft für internationales Recht verlieh ihm 2005 die Goler-T.-Butcher-Medaille.
Nach ihm benannt ist der Kooijmans-leerstoel voor vrede, recht en veiligheid (Kooijmans-Lehrstuhl für Frieden, Recht und Sicherheit), ein für jeweils maximal drei Jahre besetzter Lehrstuhl an der Universität Leiden. Erster Inhaber wurde im September 2009 der frühere NATO-Generalsekretär Jaap de Hoop Scheffer.

## Werke (Auswahl)
- Internationaal Publiekrecht in Vogelvlucht. Groningen 1994
- International Organization and Integration. Annotated Basic Documents and Descriptive Directory of International Organizations and Arrangements. Den Haag 1997 (als Mitherausgeber)
- Realism and Moralism in International Relations. Den Haag 1999 (als Mitherausgeber)